# Real Círculo de Labradores

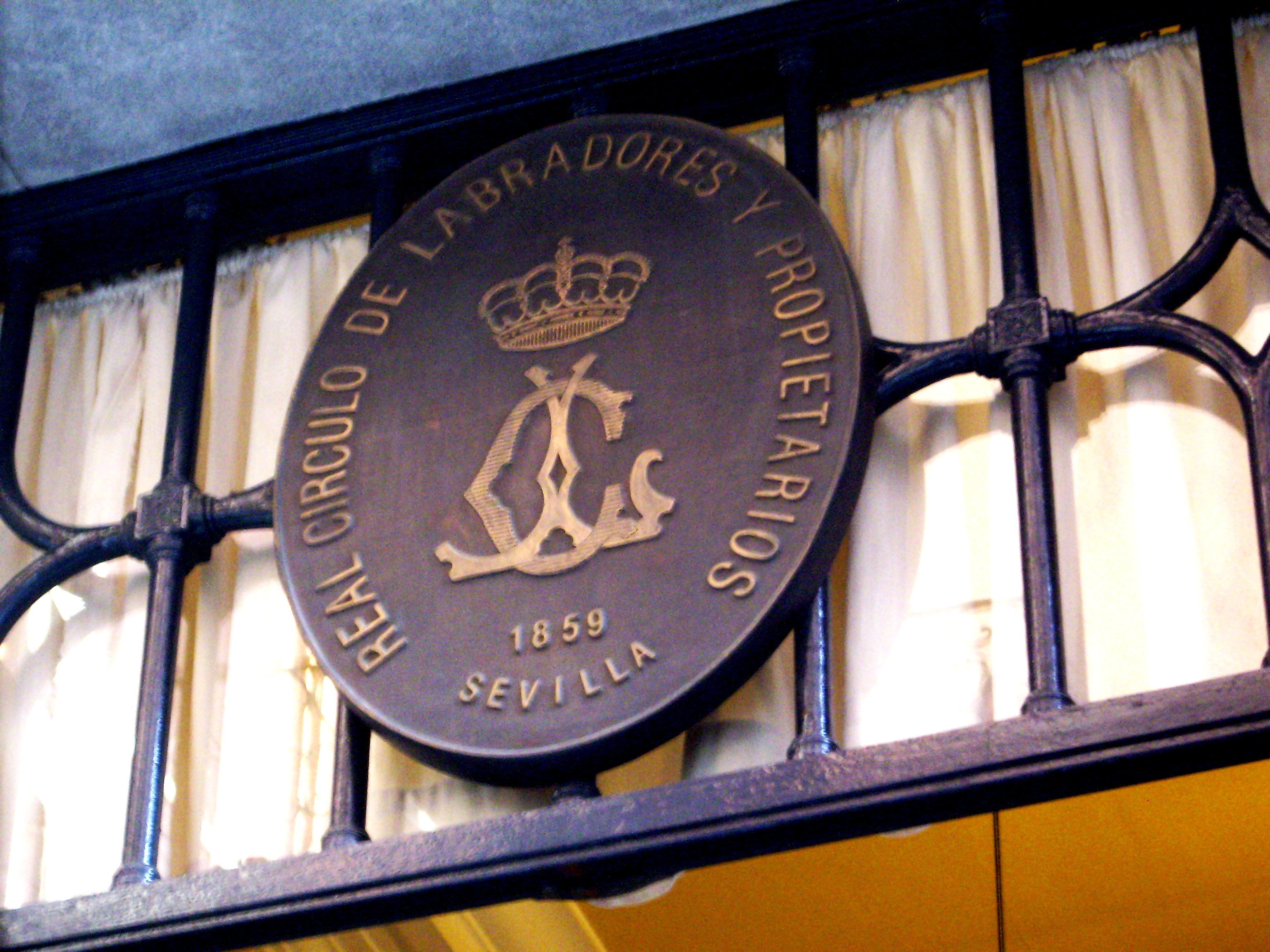
Logo del Círculo de Labradores situado en su sede, en el centro de Sevilla.

El Real Círculo de Labradores y Propietarios de Sevilla es una asociación de Sevilla creada en 1859.

## Historia
Fue fundado en 1859 por varios propietarios de tierras, la mayoría de origen aristócratico. En particular, Joaquín Auñón León de Orbaneja y Villalón-Daoiz,  su primer presidente, junto a Jerónimo Herrera, el marqués de Casa León, sus hermanos Manuel y Andrés de León y Villalón, Agustín Armero, el conde de Miraflores de los Ángeles, Francisco Javier de Torres, Aniceto de la Higuera y Ramón González Pérez, que constituyeron su Comisión Fundadora. 
El título de Real lo recibió en 1917 de manos de Alfonso XIII. En 1923 aprobó sus primeros estatutos. 
La sede social principal estuvo originariamente en la Plaza del Duque de la Victoria, número 6, pasando luego a la calle Sierpes. No obstante, desde 1951 está en la cercana calle Pedro Caravaca, en el que fue el colegio agustino de San Acasio, del siglo XVII. La invasión francesa clausuró este lugar en 1810 y puso unas oficinas de "Crédito Público", que cerraron en 1812. Posteriormente, fue sede de la Academia de Nobles Artes de Santa Isabel de Hungría y, posteriormente, una oficina de correos. En 1948 el Ayuntamiento le concedió el edificio al Círculo de Labradores, que lo adaptó como sede. Uno de los lugares más monumentales del edificio es el patio principal, de estilo barroco, que antes sirvió de claustro. Este patio es Bien de Interés Cultural desde 1995. Es obra de Leonardo de Figueroa. En el claustro pueden admirarse un conjunto de pilastras salomónicas adornadas con una decoración vegetal.
En 1962 invirtieron veinticinco millones de pesetas en la construcción de unas instalaciones deportivas situadas donde estuvo el muelle de las Mulas, en el barrio de Los Remedios. Desde la década de 1960 ha colaborado con el Club Náutico de Sevilla para el fomento del remo y el piragüismo, aunque desde los años 2000 empezaron a ampliar la oferta deportiva.